# Paracomitas
Paracomitas é um gênero de gastrópodes pertencente a família Pseudomelatomidae.

## Espécies
- Paracomitas augusta (Murdock & Suter, 1906)[2]
- †Paracomitas beui Maxwell, 1988
- †Paracomitas flemingi (Beu, 1970)
- †Paracomitas gemmea (R. Murdoch, 1900)
- Paracomitas haumuria Beu, 1979
- †Paracomitas protransenna (P. Marshall & R. Murdoch, 1923)
- †Paracomitas rodgersi MacNeil, 1960
- Paracomitas undosa (Schepman, 1913)[3]

Representações alternativas
- Paracomitas (Macrosinus) Beu, 1970 representado como Paracomitas Powell, 1942
- Paracomitas (Macrosinus) haumuria Beu, 1979 representado como Paracomitas haumuria Beu, 1979

Espécies trazidas para a sinonímia
- Paracomitas gypsata (Watson, 1881):[4] sinônimo de Gymnobela gypsata (Watson, 1881)